# Route du Sud 2003
La Route du Sud 2003, ventisettesima edizione della corsa, si svolse dal 21 al 24 giugno su un percorso di 529 km ripartiti in 4 tappe, con partenza da Cap'Découverte e arrivo a Port de Balès. Fu vinta dall'australiano Michael Rogers della Quick Step davanti all'italiano Pietro Caucchioli e al francese Nicolas Vogondy.

## Tappe
| Tappa  | Data      | Percorso                                       | km    | Vincitore di tappa | Leader cl. generale |
| ------ | --------- | ---------------------------------------------- | ----- | ------------------ | ------------------- |
| 1ª     | 21 giugno | Cap'Découverte > Castres                       | 156,5 | Janek Tombak       | Janek Tombak        |
| 2ª     | 22 giugno | Castres > Saint-Gaudens                        | 182,8 | Ludovic Turpin     | Janek Tombak        |
| 3ª     | 23 giugno | Saint-Gaudens > Montréjeau (cron. individuale) | 34    | Michael Rogers     | Michael Rogers      |
| 4ª     | 24 giugno | Montréjeau > Port de Balès                     | 156,3 | David Moncoutié    | Michael Rogers      |
| Totale | Totale    | Totale                                         | 529   |                    |                     |

## Dettagli delle tappe

### 1ª tappa
- 21 giugno: Cap'Découverte > Castres – 156,5 km

| Pos. | Corridore        | Squadra | Tempo    |
| ---- | ---------------- | ------- | -------- |
| 1    | Janek Tombak     | Cofidis | 3h48'14" |
| 2    | Jaan Kirsipuu    | AG2R    | s.t.     |
| 3    | Andrea Ferrigato | Alessio | s.t.     |

| Pos. | Corridore        | Squadra | Tempo    |
| ---- | ---------------- | ------- | -------- |
| 1    | Janek Tombak     | Cofidis | 3h48'14" |
| 2    | Jaan Kirsipuu    | AG2R    | s.t.     |
| 3    | Andrea Ferrigato | Alessio | s.t.     |

### 2ª tappa
- 22 giugno: Castres > Saint-Gaudens – 182,8 km

| Pos. | Corridore           | Squadra         | Tempo    |
| ---- | ------------------- | --------------- | -------- |
| 1    | Ludovic Turpin      | AG2R            | 4h23'11" |
| 2    | Christophe Le Mével | Crédit Agricole | a 3'48"  |
| 3    | Maryan Hary         | Brioches La B.  | a 4'25"  |

| Pos. | Corridore        | Squadra | Tempo    |
| ---- | ---------------- | ------- | -------- |
| 1    | Janek Tombak     | Cofidis | 8h15'48" |
| 2    | Jaan Kirsipuu    | AG2R    | a 4"     |
| 3    | Andrea Ferrigato | Alessio | a 6"     |

### 3ª tappa
- 23 giugno: Saint-Gaudens > Montréjeau (cron. individuale) – 34 km

| Pos. | Corridore       | Squadra    | Tempo   |
| ---- | --------------- | ---------- | ------- |
| 1    | Michael Rogers  | Quick Step | 44'57"  |
| 2    | Nicolas Vogondy | FDJ        | a 1'51" |
| 3    | Stéphane Barthe | MBK        | a 1'56" |

| Pos. | Corridore         | Squadra    | Tempo    |
| ---- | ----------------- | ---------- | -------- |
| 1    | Michael Rogers    | Quick Step | 9h00'55" |
| 2    | Nicolas Vogondy   | FDJ        | a 1'51"  |
| 3    | Pietro Caucchioli | Alessio    | a 2'16"  |

### 4ª tappa
- 24 giugno: Montréjeau > Port de Balès – 156,3 km

| Pos. | Corridore         | Squadra | Tempo    |
| ---- | ----------------- | ------- | -------- |
| 1    | David Moncoutié   | Cofidis | 4h35'52" |
| 2    | Pietro Caucchioli | Alessio | a 8"     |
| 3    | Nicolas Vogondy   | FDJ     | a 1'14"  |

| Pos. | Corridore         | Squadra    | Tempo     |
| ---- | ----------------- | ---------- | --------- |
| 1    | Michael Rogers    | Quick Step | 13h38'20" |
| 2    | Pietro Caucchioli | Alessio    | a 1'03"   |
| 3    | Nicolas Vogondy   | FDJ        | a 1'46"   |

## Classifiche finali

### Classifica generale
| Pos. | Corridore           | Squadra                | Tempo     |
| ---- | ------------------- | ---------------------- | --------- |
| 1    | Michael Rogers      | Quick Step             | 13h38'20" |
| 2    | Pietro Caucchioli   | Alessio                | a 1'03"   |
| 3    | Nicolas Vogondy     | FDJ                    | a 1'46"   |
| 4    | David Moncoutié     | Cofidis                | a 2'04"   |
| 5    | Alexandre Botcharov | Ag2r Prévoyance        | a 4'58"   |
| 6    | Maryan Hary         | Brioches La Boulangère | a 5'26"   |
| 7    | Jens Voigt          | Crédit Agricole        | a 5'36"   |
| 8    | Beat Zberg          | Rabobank               | a 6'08"   |
| 9    | Pierre Bourquenoud  | Jean Delatour          | a 7'22"   |
| 10   | Raphael Schweda     | Team Bianchi           | a 7'41"   |